# Batalla de Montijo
La batalla de Montijo fue un combate armado, librado en el transcurso de la Guerra de Restauración portuguesa, que enfrentó a portugueses y españoles el 26 de mayo de 1644 en Montijo, situado en la actual provincia de Badajoz (España).

## Desarrollo de la batalla
El portugués Matias de Albuquerque, al mando de un ejército compuesto por 6000 hombres de infantería, 1100 de caballería y siete cañones, cruzó la frontera hispano-portuguesa y, sin encontrar ninguna fuerza que le hiciera frente, tomó la plaza de Montijo, en territorio español, sin dificultades.
El Marqués de Torrecuso, enterado de la incursión portuguesa, destacó un ejército de 4000 infantes y 1700 caballeros, cuyo mando confió al barón Molinghem. En el encuentro que ambas fuerzas mantuvieron, los españoles obligaron a retirarse a los portugueses con 4000 bajas aproximadamente, frente a las 1000 españolas. 
El primer choque fue desastroso para las tropas de Albuquerque, cuyo flanco izquierdo estaba menos fuertemente guarnecido. Fue en este punto en el que la caballería española atacó, provocando la estampida de los soldados de Matias de Albuquerque, entre los cuales había ciento cincuenta caballeros holandeses bajo el mando del capitán Piper. Liderada por el propio barón Molinghem, la caballería abrió brecha en el centro del dispositivo portugués, ya desorganizado por la huida hacia los bosques cerca de Xévora, y tomó la artillería portuguesa. Un valiente funcionario francés al servicio de João IV, Lamorlé, al ver que había muerto el caballo de Albuquerque y este se encontraba luchando a pie, le dio sin vacilar su propia montura.
Aprovechando la falta de reservas y dispersión de los españoles, Matias de Albuquerque, Francisco de Melo y otros de sus oficiales reunieron a algunas de las tropas dispersas y rápidamente recuperaron la artillería portuguesa. João da Costa colocó en batería todas las piezas de artillería, exactamente en el punto más propicio, y ametrallaron vigorosamente al enemigo, impidiéndole reagruparse. De esta forma, las tropas portuguesas reunidas retomaron el campo y condujeron a los españoles a través del Guadiana, infligiendole grandes pérdidas.

## Repercusiones
Al día siguiente, las tropas portuguesas regresaron a Campo Maior. Ambas partes, sin embargo, reclamaron la victoria. Así, cuando la noticia del deselace de la batalla llegó a Lisboa, el rey João IV de Portugal le otorgó a Matias de Alburquerque el título de conde de Alegrete. Madrid, por el lado contrario, mostraría recocijo por la  victoria de las tropas españolas y el resultado del enfrentamiento, que tuvo gran repercusión en las cortes europeas.